# Earl Palmer
Earl Palmer (25. října 1924 New Orleans, Louisiana – 19. září 2008 Banning, Kalifornie) byl americký bubeník. Od konce padesátých let spolupracoval s Little Richardem, se kterým nahrál několik alb. Rovněž hrál s hudebníky, jako byli Frank Sinatra (Sinatra and Swingin' Brass), Milt Jackson, Neil Young (Neil Young), Taj Mahal (The Natch'l Blues), Dick Dale, Lalo Schifrin (Music from Mission: Impossible), Tom Waits (Blue Valentine), Tim Buckley (Look at the Fool), The Mamas & the Papas (People Like Us), The Monkees (The Birds, The Bees & The Monkees), Elvis Costello (King of America) nebo Glen Campbell.
V roce 2000 byl uveden do Rock and Roll Hall of Fame.
Zemřel po dlouhé nemoci v roce 2008 ve věku 83 let.